# Džemal Berberović
Džemal Berberović (ur. 5 listopada 1981 w Sarajewie) – piłkarz bośniacki grający na pozycji bocznego obrońcy.

## Kariera klubowa
Berberović urodził się w Sarajewie. Karierę piłkarską rozpoczął w tamtejszym klubie FK Sarajevo. W sezonie 2000/2001 zadebiutował w jego barwach w pierwszej lidze bośniackiej. Do 2003 roku był podstawowym obrońcą w tym klubie. Największym sukcesem w tym okresie było zdobycie Pucharu Bośni i Hercegowiny w 2002 roku.
W 2003 roku Berberović odszedł z FK Sarajevo do Bayeru 04 Leverkusen. Nie wystąpił jednak w żadnym meczu zespołu i został wypożyczony do drugoligowego VfL Osnabrück, w którym rozegrał 13 spotkań i spadł do Regionalligi. W 2004 roku Bośniak wrócił do Sarajewa i w sezonie 2004/2005 zdobył swój drugi krajowy puchar.
W 2005 roku Berberović został zawodnikiem bułgarskiego Liteksu Łowecz. W pierwszej lidze Bułgarii zadebiutował 14 sierpnia tamtego roku w przegranym 1:2 wyjazdowym spotkaniu z CSKA Sofia. W Liteksie Džemal grał przez półtora roku, a w sezonie 2005/2006 wystąpił z nim w fazie grupowej Puchaur UEFA. Na początku 2007 wypożyczono go do Kubania Krasnodar z Rosji. Dla tego klubu zaliczył 5 spotkań (debiut: 2 września w przegranym 0:1 meczu z Zenitem Petersburg) i wróćił do Liteksu. W 2008 roku zdobył Puchar Bułgarii.
W 2009 roku nowym klubem Berberovicia został turecki Denizlispor. Swój pierwszy mecz w tym klubie rozegrał 31 stycznia z Galatasaray SK (0:1). W 2010 roku wrócił do Liteksu.
W lipcu 2011 roku przeszedł do MSV Duisburg. W sezonie 2013/2014 ponownie grał w Liteksie. W 2014 przeszedł do FK Sarajevo.
| Sezon   | Klub                | Kraj                 | Rozgrywki     | Mecze | Bramki |
| ------- | ------------------- | -------------------- | ------------- | ----- | ------ |
| 2000/01 | FK Sarajevo         | Bośnia i Hercegowina | I liga        | 38    | 2      |
| 2001/02 | FK Sarajevo         | Bośnia i Hercegowina | I liga        | 35    | 2      |
| 2002/03 | FK Sarajevo         | Bośnia i Hercegowina | I liga        | 41    | 7      |
| 2003/04 | Bayer 04 Leverkusen | Niemcy               | Bundesliga    | 0     | 0      |
| 2003/04 | VfL Osnabrück       | Niemcy               | 2. Bundesliga | 13    | 0      |
| 2004/05 | FK Sarajevo         | Bośnia i Hercegowina | I liga        | 22    | 2      |
| 2005/06 | Liteks Łowecz       | Bułgaria             | I liga        | 24    | 0      |
| 2006/07 | Liteks Łowecz       | Bułgaria             | I liga        | 13    | 0      |
| 2007    | Kubań Krasnodar     | Rosja                | Premier Liga  | 5     | 0      |
| 2007/08 | Liteks Łowecz       | Bułgaria             | I liga        | 11    | 0      |
| 2008/09 | Liteks Łowecz       | Bułgaria             | I liga        | 14    | 0      |
| 2008/09 | Denizlispor         | Turcja               | Superliga     | 12    | 0      |
| 2009/10 | Denizlispor         | Turcja               | Superliga     | 24    | 0      |
| 2010/11 | Liteks Łowecz       | Bułgaria             | I liga        | 23    | 0      |
| 2011/12 | MSV Duisburg        | Niemcy               | 2. Bundesliga | 29    | 1      |
| 2012/13 | MSV Duisburg        | Niemcy               | 2. Bundesliga | 14    | 0      |

## Kariera reprezentacyjna
W reprezentacji Bośni i Hercegowiny Berberović zadebiutował 12 lutego 2003 roku w zremisowanym 2:2 towarzyskim meczu z Walią. Z kadrą narodową występował w eliminacjach do Euro 2004, MŚ 2006 i Euro 2008, walczył z nią także o awans do MŚ 2010.